# Catharosia alutacea
Catharosia alutacea är en tvåvingeart som först beskrevs av Fritz Isidore van Emden 1945.  Catharosia alutacea ingår i släktet Catharosia och familjen parasitflugor. Inga underarter finns listade i Catalogue of Life.